# Tanacetum audibertii
Tanacetum audibertii là một loài thực vật có hoa trong họ Cúc. Loài này được (Req.) DC. miêu tả khoa học đầu tiên.